# Chrysogaster
Chrysogaster is een vliegengeslacht uit de familie van de zweefvliegen (Syrphidae).

## Soorten
- C. anniae Sedman, 1966
- C. antitheus Walker, 1849
- C. basalis

Blauw doflijfje Loew, 1857
- C. cemiteriorum (Linnaeus, 1758)
- C. flukei Sedman, 1964
- C. inflatifrons Shannon, 1916
- C. mediterraneus Vujic, 1999
- C. minuta Hull, 1945
- C. nigrovittata (Loew, 1876)
- C. parva Shannon, 1916
- C. robusta Shannon, 1916
- C. rondanii

Breedkopdoflijfje Maibach & Goeldlin, 1995
- C. simplex Loew, 1843
- C. sinuosa (Bigot, 1883)
- C. solstitialis

Donker doflijfje (Fallen, 1817)
- C. sonorensis Sedman, 1964
- C. texana Shannon, 1916
- C. virescens

Groen doflijfje Loew, 1854
- C. weemsi Sedman, 1966